# Shanghai Express (film)
Shanghai Express è un film del 1932, diretto da Josef von Sternberg e interpretato da Marlene Dietrich, quarta di sette collaborazioni di uno dei più celebri sodalizi regista-attrice.
È un «inverosimile» melodramma dall'«esotismo vistosamente falso», interamente concentrato sulla protagonista, rappresentata come un «ideale inarrivabile del desiderio», esaltata dalla fotografia da premio Oscar di Lee Garmes e dai costumi di Travis Banton.
Fu il film col maggiore incasso nell'anno 1932. Ha avuto due remake non memorabili: Night Plane from Chungking (1943), diretto da Ralph Murphy, e L'espresso di Pechino (Peking Express) (1951), diretto da William Dieterle.

## Trama
In una Cina sconvolta dalla guerra civile, sul treno Pechino-Shanghai si ritrova una varia umanità: due prostitute d'alto bordo, la cinese Hui Fei e l'occidentale Shanghai Lily, definite "costiere" perché percorrono abitualmente quel tragitto avanti e indietro, offrendo i loro servizi nelle due città; l'intransigente reverendo Carmichael, oltraggiato dalla presenza delle due donne; l'anziana signora Haggerty, proprietaria di una pensione, che viaggia con la sola compagnia del cagnolino, nascosto in un cesto; l'ufficiale medico inglese Donald Harvey; il maggiore francese Lenard; lo scommettitore Sam Salt; il trafficante d'oppio Eric Baum; il misterioso Henry Chang, che unisce in sé Cina ed Europa.
Harvey scopre che la famigerata Shanghai Lily è in realtà la donna che lui aveva conosciuto e amato con il nome di Magdalen e che non vedeva ormai da cinque anni, da quando si erano lasciati, dopo che lei aveva messo alla prova il suo amore e lui aveva fallito. Da allora Magdalen ha conosciuto più di un uomo per conquistarsi il suo nuovo nome, ma non ha dimenticato Harvey, così come lui non ha dimenticato lei.
Il treno viene fermato una prima volta dai soldati governativi, che arrestano un ribelle fra i passeggeri. Più avanti nel corso del viaggio viene poi preso d'assalto e sequestrato da un gruppo di ribelli, il cui capo si scopre essere proprio uno dei viaggiatori, Henry Chang, che interroga tutti, uno dopo l'altro, per scoprire chi fra loro possa essere un ostaggio prezioso per ottenere in cambio il rilascio del ribelle arrestato in precedenza. L'uomo che cerca è Harvey, diretto a Shanghai per operare al cervello il governatore locale, gravemente malato.
Nell'attesa che da Shanghai acconsentano alle condizioni dello scambio, Chang offre a Shanghai Lily di non proseguire il viaggio, ma di fermarsi lì con lui. Di fronte al rifiuto della donna, che sostiene di essere cambiata, tenta di prenderla con la forza, ma Harvey, che ha sentito tutto dalla stanza accanto, interviene colpendo il capo ribelle. Chang, che ha bisogno dell'ostaggio vivo, non lo punisce, ma non dimentica quanto accaduto e il giorno dopo, al momento di liberare l'inglese, rivela a Shanghai Lily di volersi vendicare dell'offesa subita restituendolo vivo, ma accecato. La donna si offre quindi di rimanere con Chang e concedersi a lui per ottenere la salvezza di Harvey, senza rivelare all'uomo amato il vero motivo, ma lasciandogli credere che è una sua libera scelta.
Ma il suo sacrificio non è necessario, perché Hui Fei pugnala a morte Chang, per vendicarsi di essere stata presa con la forza quella notte, dopo il rifiuto di Shanghai Lily. Le due donne ripartono subito in treno insieme a tutti gli altri, prima che il corpo senza vita di Chang venga scoperto dai ribelli. Il reverendo Carmichael, che si è ricreduto su Shanghai Lily dopo averla vista pregare un'intera notte, riesce a farsi rivelare la verità, ma accetta di non raccontarla a sua volta ad Harvey, perché la donna lo sta mettendo nuovamente alla prova.
Giunti a destinazione, quando Harvey esprime a Shanghai Lily tutto il proprio amore, affermando di non volerla perdere e di essere disposto a dimenticare il passato e darle tutta la propria fiducia per cominciare una nuova vita insieme, lei rivela infine di ricambiare appassionatamente i suoi sentimenti e gli amanti ritrovati si baciano in mezzo alla folla della stazione.

## Riconoscimenti
- 1932 - Premio Oscar
  - Miglior fotografia a Lee Garmes
  - Candidatura Miglior film alla Paramount Publix
  - Candidatura Migliore regia a Josef von Sternberg